# 1-ша легка дивізія (Третій Рейх)

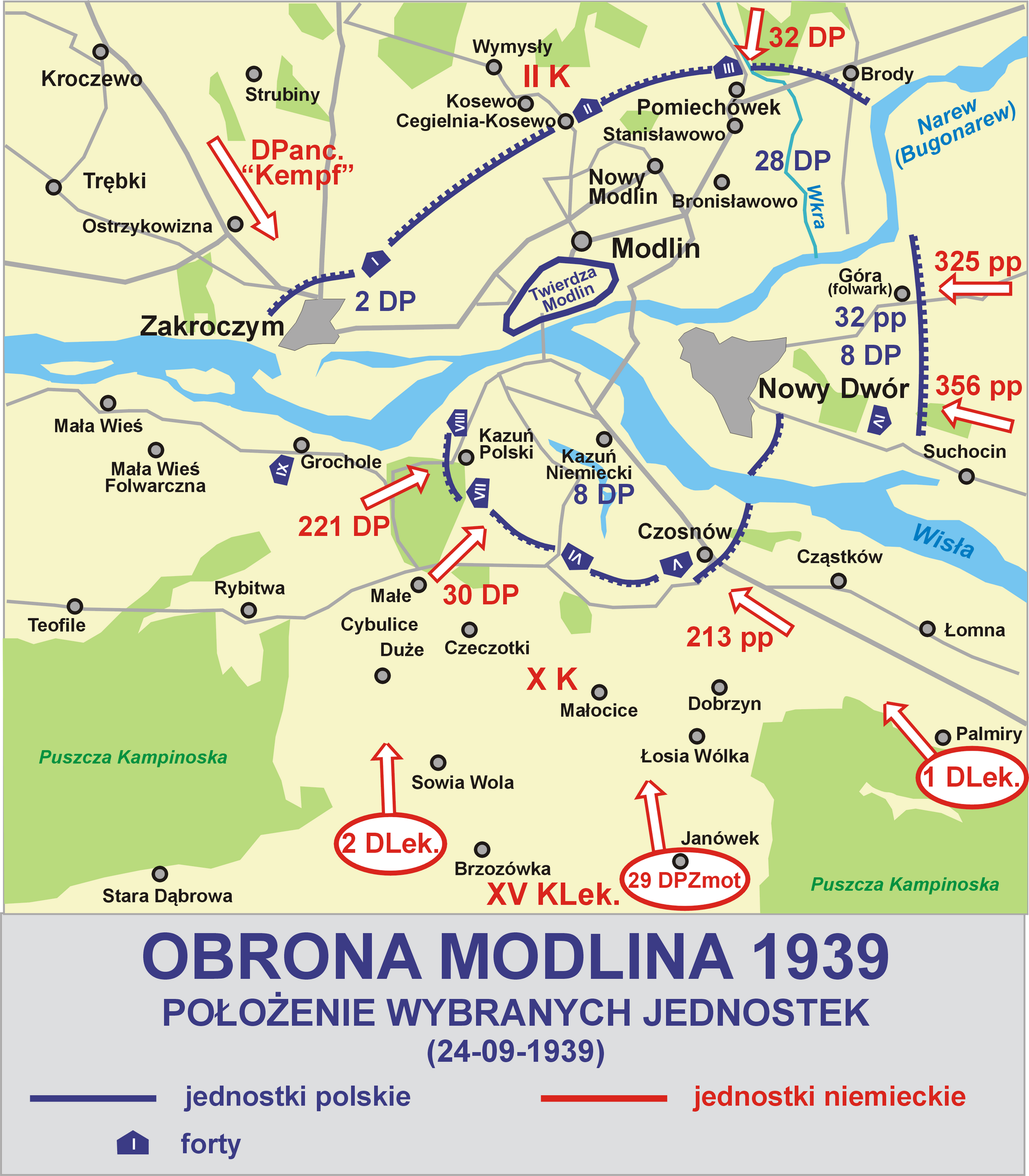
Карта участі 1-ї легкої дивізії в облозі Модлину. Вересень 1939

1-ша легка дивізія (Третій Рейх) (нім. 1. Leichte-Division) — легка дивізія Вермахту, що існувала у складі Сухопутних військ Німеччини на початку Другої світової війни. 18 жовтня 1939 переформована на 6-ту танкову дивізію.

## Історія
1-ша легка дивізія вермахту сформована у Вупперталі 10 листопада 1938 року у складі VI військового округу.

## Райони бойових дій
- Польща (вересень — жовтень 1939)

## Командування

### Командири
- генерал-лейтенант Еріх Гепнер (нім. Erich Hoepner) (10 — 24 листопада 1938);
- генерал-лейтенант Фрідріх-Вільгельм фон Лепер (нім. Friedrich-Wilhelm von Loeper) (24 листопада 1938 — 10 жовтня 1939);
- генерал-майор Вернер Кемпф (нім. Werner Kempf) (10 — 18 жовтня 1939).